# اتل مرمن
اتل مرمن (به انگلیسی: Ethel Merman) (زاده ۱۶ ژانویه ۱۹۰۸ - درگذشته ۱۵ فوریه ۱۹۸۴) بازیگر و خواننده آمریکایی است که عمدتاً به خاطر صدای قدرتمند و نقش‌هایش در تئاتر موزیکال مشهور است.
در زمان وی خوانندگان روی صحنه از داشتن میکروفون محروم بودند، به همین خاطر صدای قوی یک امتیاز بزرگ برای مرمن محسوب می‌شد.
مرمن علاوه بر تلویزیون در حدود ۱۸ فیلم سینمایی بازی کرده‌است.
مذهب وی کلیسای اسقفی بوده‌است.
از نظر سیاسی نیز طرفدار حزب جمهوری‌خواه ایالات متحده آمریکا بوده‌است.
- Time on My Hands (1932)